# Joaquim Dimas i Graells
Joaquim Dimas i Graells fou un empresari i autor teatral durant el Teatre de la Renaixença. Entre els seus sainets bilingües destaquen Cap geperut no es veu el gep,Una nit de carnaval, Set morts i cap enterro, la sombra de don Pasqual o Les tres roses o los celos, obres constantment presents a les cartelleres de l'època. Va fundar juntament amb Frederic Soler i Hubert i l'actor còmic Lleó Fontova, la societat La Gata, on estrenen entre els anys 1864 i 1866 totes les obres de l'autor, aproximadament una vintena.